# شعب الكيخاتشي

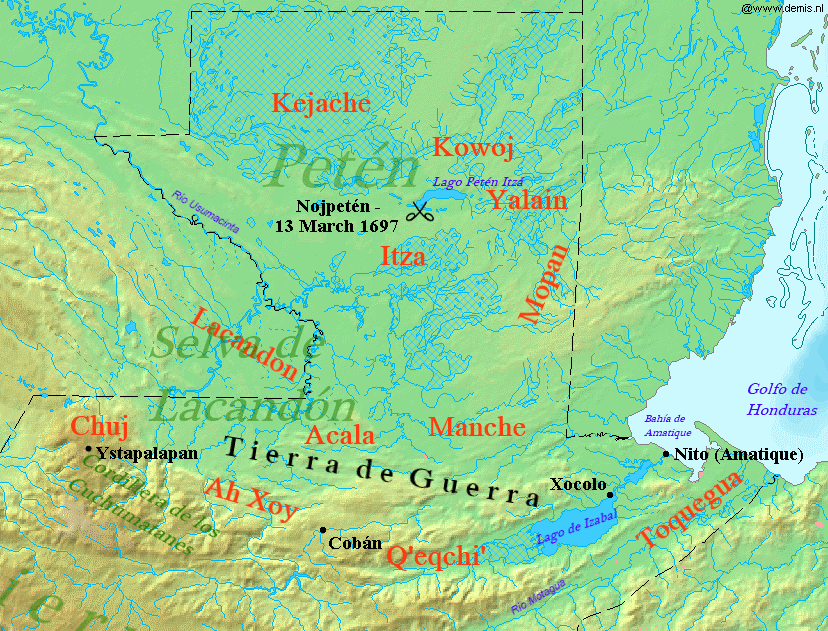

شعب الكيخاتشي (بالإنجليزية: Kejache)‏، وأحيانًا تُلفظ كياتشي أو كيخاتشي أو كياتش أو كيخاتش، كان مجموعة بشرية من شعب المايا، سكنت جنوب  شبه جزيرة يوكاتان في القرن السابع عشر. كانت تقع أراضي شعب الكيخاتشي في حوض بيتين في منطقة تقع بين جواتيمالا والمكسيك. تُشير الدلائل اللغوية إلى اشتراك شعب الكيخاتشي في أصوله مع شعب الإيتزا، المُجاور لها إلى الجنوب الشرقي، وأن يكون الكيخاتشي قد احتل المنطقة منذ الفترة الكلاسيكية (250-900 قبل الميلاد). تم التواصل مع شعب الكيخاتشي على أيدي المُستكشف الإسباني إرنان كورتيس عام 1525؛ ثم بعد ذلك، استمر التواصل لاحقًا مع الإسبان، الذين قاموا بافتتاح طريق في الجنوب باتجاه بحيرة بيتين إيتزا.